# Idioma kwisi
Los kwisi son un pueblo pesquero y cazador-recolector del suroeste de Angola que físicamente parece ser un remanente de una población indígena, junto con el  Kwadi, el  Cimba, y el  Damara - que son diferentes de los  San (Bosquimanos) o del bantúes. Culturalmente han sido fuertemente influenciados por el Kuvale, y hablan el dialecto Kuvale de  Herero. Sin embargo, es posible que en la década de 1960 haya habido algunos hablantes de edad avanzada de una lengua kwisi no certificada (Kwisi, Mbundyu, Kwandu).